# El Canto del Loco
Pour les articles homonymes, voir Canto et Loco.
El Canto del Loco (ECDL) est un groupe de pop rock espagnol, originaire d'Algete, à Madrid. Il est plus précisément catégorisé power pop. En 2005, le groupe gagne le prix de la meilleure représentation espagnole pour le MTV Europe Music Awards. Le groupe est formé en 1994 par Dani Martín et Iván Ganchegui (qui quitteront le groupe en 2002) et compte cinq albums studio, et un million d'exemplaires vendus ; il est l'un des groupes espagnols les plus importants de sa catégorie,,.
En février 2010, le groupe annonce sa séparation.

## Biographie

### Origines (1994–1999)
El Canto del Loco est formé en 1994 lorsque Dani Martín étudiait à la Cristina Rota School of Dramatic Arts. Ici, il y rencontre Iván Ganchegui, un guitariste, avec qui il partageait les mêmes goûts musicaux. Les deux étaient fans de Radio Futura et en particulier de la chanson El canto del gallo, de laquelle ils s'inspireront pour le nom de leur groupe, El Canto del Loco. À cette période, le groupe comprendre une batteuse, un bassiste et un autre guitariste. Cependant, ce dernier quittera le groupe et le jour avant leur premier concert, David Otero, le cousin de Dani, se joint au groupe comme remplaçant.
La batteuse et le bassiste quitteront également le groupe peu de temps après. La batteuse est remplacée par Jandro Velázquez, un électricien de profession, fils de leurs amis et parents de Dani. La position de bassiste est endossée par Chema Ruiz. Avec cette formation, le groupe commence à répéter à Algete, dans la banlieue de Madrid, jouant devant des amis qui leur serviront de juges.

### Premiers albums (2000–2002)

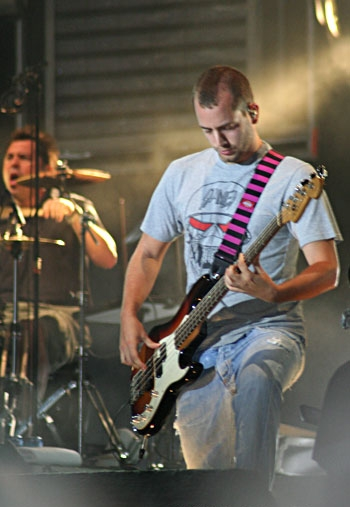
Jandro Velázquez (gauche) et Chema Ruiz (droit) en concert.

Un an après, ils commencent l'enregistrement d'une première démo, qu'ils envoient à différents labels. Cependant, ce n'est que lorsque Dani rencontre le producteur Pedro del Moral que le groupe reçoit sa première offre. Moral écoutera la démo qu'il donnera au label Ariola (désormais Sony BMG), où Paco Martín, qui a découvert des groupes comme Radio Futura et Hombres G, l'écoutera à son tour. Le groupe recevra un appel de Martín, qui leur proposera un essai dans un concert avec deux autres groupes. Malgré le fait que le concert n'ait été assez bon, El Canto del Loco signe finalement au label.
Le premier album studio du groupe est publié le 16 juin 2000, et produit par Alejo Stivel, ancien chanteur du groupe espagnol Tequila. Avant la sortie de l'album, le groupe réfléchissait à un éventuel changement de nom en Superratones, Los Móviles, ou La Dulce Sonrisa de Lulú. Finalement, ils garderont leur nom et publieront leur album, l'éponyme El Canto del Loco.
L'arrivée de Nigel Walker à la production mène à un changement de direction musicale avec un deuxième album, intitulé A contracorriente, publié le 1er mars 2002, qui se caractérise par un son plus sombre. La même année, El Canto del Loco est nommé aux MTV Europe Music Awards dans la catégorie de « meilleur groupe espagnol », prix qu'ils perdent face à Amaral.

### Estados de ánimo(2003–2004)
Après le départ volontaire d'Iván Ganchegui, le groupe décide de faire une pause. Cependant, quelques jours plus tard, David et Dani écriront de nouvelles chansons qu'ils enregistreront avec les autres membres restants du groupe. Après quelques retards liés à l'absence de Nigel Walker, qui travaillait sur le nouvel album de La Oreja de Van Gogh, le groupe enregistre son troisième album studio, Estados de ánimo, qui sera publié le 26 mai 2003.
En août la même année, leur chanson Pasión, issue de l'album El canto del loco, devient la bande originale du film La fiesta, réalisé par Carlos Villaverde et Manu Sanabria, devenus célèbres pour avoir réalisé un film à très petit budget (6 000 euros). En octobre, le groupe collabore à l'album Tony Aguilar y amigos, organisé par le disc jockey de Los 40 principales, Tony Aguilar. En collaboration avec de nombreux autres chanteurs, El Canto del Loco joue la chanson Latido urbano, un single issu de l'album et mis en vente en novembre la même année. L'argent récolté sera reversé aux hôpitaux de l'Asociación Española contra el Cáncer. Ils enregistreront aussi d'autres chansons avec Aguilar, comme Casi un Universo.
À la fin de l'année, le groupe remporte un prix dans la catégorie de « meilleur groupe espagnol » aux MTV Europe Music Awards gagnant notamment face à Alejandro Sanz et La Oreja de Van Gogh. En janvier 2004, on leur demande d'enregistrer leur version de la chanson de la série télévisée 7 vidas. En été la même année, ils participent à l'album en hommage à Radio Futura, intitulé  Arde la calle, sur lequel ils reprennent Escuela de calor.

### Zapatillas(2005–2007)

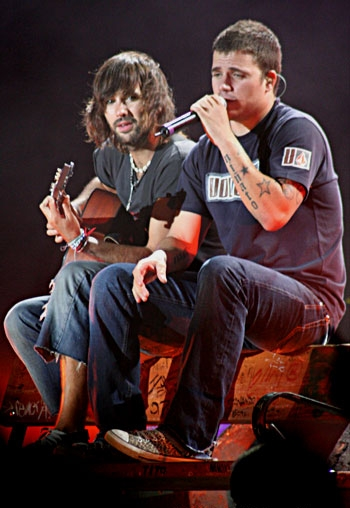
David Otero et Dani Martín en concert.

David Otero part en visite sur l'île de Phi Phi (Thaïlande) en mars 2005, où il verra les dégâts causés par le tsunami de 2004. Avec d'autres artistes, il décide de fonder l'association Kuarkx, dont le but de collecter des fonds pour aider les victimes. Otero, avec l'aide de son cousin Dani, écrit la chanson Despiértame, qu'il publie sur Internet, téléchargeable à 1,15 euros. Alors qu'El Canto del Loco enregistre son nouvel album, ils décident d'y inclure la chanson et de redistribuer la moitié des profits aux victimes. Leur nouvel album, intitulé Zapatillas, est publié le 21 juin.
Le groupe publie son premier album hors d'Espagne en septembre la même année. Il cible les États-Unis et l'Amérique latine et s'intitule 12 estados de ánimo ; il s'agit d'une compilation qui comprend les meilleures chansons issues de leurs trois précédents albums. Ce même mois, le groupe est nommé pour la troisième fois aux MTV Europe Music Awards. Le groupe remporte le second prix, à Lisbonne.
En juillet 2006, pendant leur tournée avec Hombres G, ils publient une collection de leurs concerts intitulée Pequeños grandes directos qui comprend des performances à Sala Caracol à Madrid (22-11-2002) ; Sala Bikini à Barcelone (30-12-03) et à Sala Oasis à Saragosse. Elle est pressée à 50 000 exemplaires. Après avoir terminé la tournée Zapatillas et avant que Dani Martín ne commence à filmer Yo soy la Juani, réalisé par Bigas Luna, des rumeurs commencent à circuler sur une éventuelle séparation du groupe. The group denied these rumours and simply stated that after a long break they would return with new songs. Le groupe partiipe aussi à l'enregistrement d'une compilation d'un téléthon organisé par TV3. En 2007, Dani et David, aux côtés de l'agent artistique de El Canto del Loco, Carlos Vázquez, lancent le label El Manicomio Records, dirigé par la multinationale Sony BMG auquel ils publient l'album de leur premier groupe, Sin Rumbo.

### Personaset séparation (2008–2010)
L'enregistrement de leur nouvel album débute en octobre 2007 et se termine en février 2008. L'album sera publié en avril sous le titre Personas'. La sortie de l'album de El Canto del Loco annonce aussi une tournée pour la fin 2009, à laquelle ils seront soutenus par Sin Rumbo et le chanteur Lucas Masciano. Le 12 juin 2008, Jandro annonce son départ du groupe pour des raisons personnelles. Malgré cela, le groupe maintient sa tournée qu'il effectuera avec un nouveau batteur.
À la fin de 2008 sort De personas a personas, une édition limitée de l'album Personas. En 2009, El Canto del Loco publie Radio La Colifata presenta: El Canto del Loco. Le groupe se sépare en février 2010.

## Membres

### Derniers membres
- Dani Martín - chant
- David Otero - guitare
- José María « Chema » Ruiz - basse
- Carlos Gamon - batterie

### Anciens membres
- Alejandro « Jandro » Velázquez - batterie (1999–2008)
- Ivan Ganchegui - guitare (-2002)

## Discographie

### Albums studio
- 2000 : El Canto del Loco
- 2002 : A Contracorriente
- 2003 : Estados de Ánimo
- 2005 : Zapatillas
- 2007 : Arriba el telon
- 2008 : Personas
- 2009 : Por mí y por todos mis compañeros...v
- 2009 : Radio La Colifata presenta: El Canto del Loco

### Albums live
- 2003 : Sala Caracol
- 2004 : Sala Bikini
- 2005 : Sala Oasis
- 2005 : Hombres G y El Canto del Loco desde el Vicente Calderón (DVD)

### Singles
- Pequeñita
- Llueve En Mi
- Y Si El Miedo
- Vivir Asi Es Morir De Amor
- Son Sueños
- A Contracorriente
- Crash
- Puede Ser
- Contigo
- La Madre de José
- Volver A Disfrutar
- Ya Nada Volverá A Ser Como Antes
- Insoportable
- No Voy A Parar
- Una Foto En Blanco y Negro
- Zapatillas
- Volverá
- Besos
- Eres tonto !!
- Peter Pan
- La Suerte de Mi Vida
- Tal como eres